# Территория прямого федерального подчинения
Территория прямого федерального подчинения — в государствах-федерациях: территория, не входящая ни в один субъект федерации и подчиняющаяся напрямую федерации. Нередко такие территории являются столицами государств или расположены в непосредственной близости к ним. В этом случае они называются столичными территориями или федеральными столичными округами. Статус территории прямого федерального подчинения имеют также и некоторые внешние зависимые территории.

## Примеры

### Федеральные столичные округа
- Австралия — Австралийская столичная территория
- Аргентина — Федеральный столичный округ Буэнос-Айрес
- Бразилия — Федеральный округ Бразилии
- Венесуэла — Столичный округ Каракас
- Индия — Национальная столичная территория Дели
- Мексика — Федеральный округ Мехико
- Малайзия — федеральные территории Путраджая, Куала-Лумпур
- Нигерия — Федеральная столичная территория Абуджа
- Пакистан — Столичная территория Исламабад
- США — Федеральный округ Колумбия

### Прочие территории прямого федерального подчинения
- Австралия — внешние островные территории
- Венесуэла — федеральные владения Венесуэлы
- Индия — союзные территории Андаманы и Никобары, Чандигарх, Дадра и Нагар-Хавели и Даман и Диу, Лакшадвип, Пондичерри
- Малайзия — федеральная территория Лабуан
- Пакистан — федеральные территории племён (упразднена в 2018 г.)
- Россия — Сириус
- США — внешние островные территории